# ألكسندر دوم
ألكسندر دوم (من مواليد 25 أبريل 1997) هو عداء بلجيكي متخصص في سباق 400 متر. أصبح أول رياضي يفوز بسباق 400 متر فردي و4×400 متر تتابع في نفس بطولة العالم لألعاب القوى داخل الصالات 2024، فاز بالعديد من الميداليات في المسابقات الدولية مع البلجيكي سباق 4 × 400 متر تتابع، أفضل أرقامه الشخصية كان 44.15 دقيقة في سباق 400 متر، شاركت في أولمبياد باريس 2024 حيث كان ضمن الفريق الذي تأهل بلجيكا لسباق 4 × 400 متر تتابع رجال في الألعاب الأولمبية الصيفية 2024 في باريس، فرنسا.

## روابط خارجية
- ألكسندر دوم في اللجنة الأولمبية الدولية
- ألكسندر دوم في موقع أوليمبيديا